# Linjestykke
Linjestykke er i geometrien en afgrænset del af en linje.
Et linjestykke angives med koordinaterne for de to endepunkter. et linjestykkes navn består af hvad de to punkter hedder. Fx hvis start punktet hedder A og slut punktet hedder B så hedder linjestykket AB.
| Dodekaeder | Spire Denne artikel om geometri er en spire som bør udbygges. Du er velkommen til at hjælpe Wikipedia ved at udvide den. |